# Anthony Sutich
Anthony Sutich (* 1907; † 1976) war Ende der 1960er Jahre einer der Begründer der Transpersonalen Psychologie.

## Leistungen
1958 gründete er das Journal of Humanistic Psychology. 1969 initiierte Sutich zusammen mit Abraham Maslow und Stanislav Grof die erste Ausgabe der Zeitschrift Journal of Transpersonal Psychology. In dieser Zeit gründete er auch das Transpersonal Institute. Kurz danach erfolgte dann unter deren maßgeblicher Mitwirkung 1972 die Gründung der Association for Transpersonal Psychology (ATP).